# Энергетические пирамиды

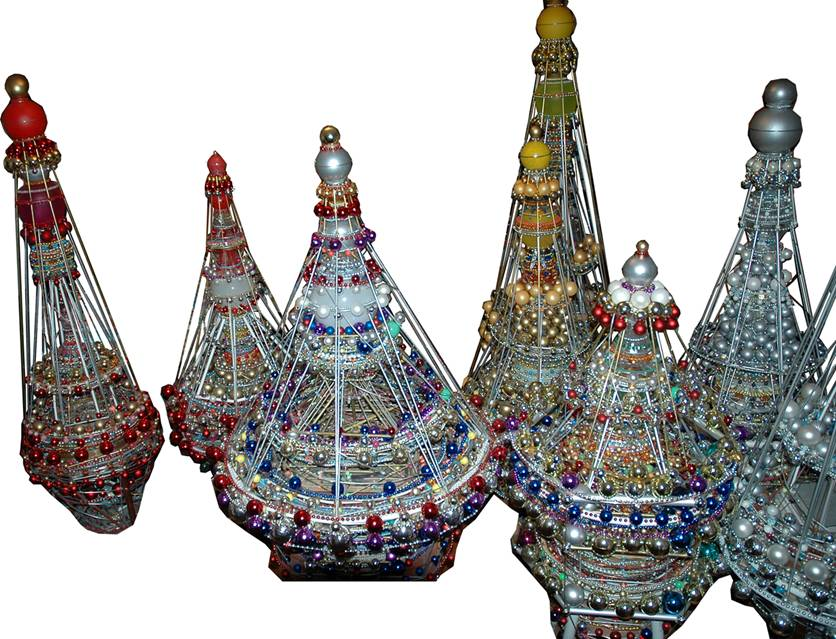
Энергетические пирамиды, «каркасные»

Энергети́ческие пирами́ды — в Нью-эйдж и эзотерике так называют сооружение в форме пирамиды, которое якобы является преобразователем или накопителем (аккумулятором) биоэнергии. Современная наука считает это утверждение маргинальным.

## Описание

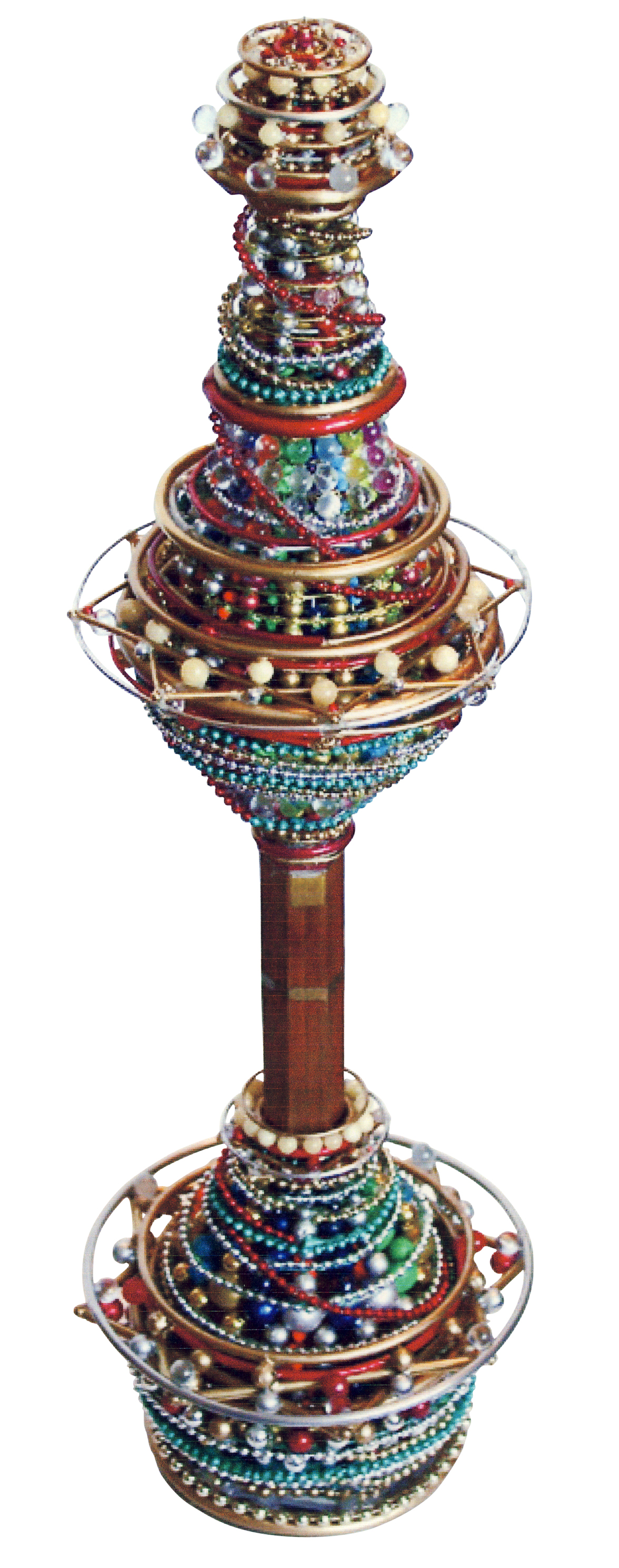
Бипирамида жезл

По представлениям верящих в особые свойства пирамид людей, пирамидальные конструкции обладают лечебными, стимулирующими, консервирующими свойствами, мумифицируют трупы и производят другие чудеса. Причём такая вера часто обосновывается псевдонаучными рассуждениями, проверка которых обычно сопряжена с большими трудностями.
В настоящее время для обоснования принципа действия энергетических пирамид нередко приводятся псевдонаучные концепции (так называемая пирамидология — англ. pyramidology) о влиянии на их свойства золотого сечения, хрональных и торсионных полей.
Энергетические пирамиды делают самых разных размеров: от нескольких сантиметров до десятков метров (и такие архитектурные сооружения становятся достопримечательностями или местами паломничества).
Конструкции также далеки от стандартизации. Одни авторы полагают, что достаточно поставить полый каркас и чем выше пирамида, тем интенсивнее её воздействие. Другие считают, что пирамида должна быть сплошной, третьи — пустотелой. Материалы также используют разные: бумага, пластик, камень, стекло и др. Кто-то предпочитает простые формы, кому-то важна сложность конструкции или формы.
Кто-то просто копирует форму и пропорции пирамид древнего Египта, как это делал Бови (Alfred Bovis, 12.01.1871 — 13.11.1947). Многие верующие в силу пирамиды утверждают, что, чем точнее построена пирамида, тем сильнее будет исходящая от пирамиды энергия.
Последователи идеи энергетических пирамид утверждают, что пирамиды можно использовать в эзотерике для улучшения медитации или для коррекции кармы, преобразования или развития сознание, улучшения качества пищевых продуктов, семян и т. д., однако способы для достижения одних и тех же результатов разными авторами указываются различные: по словам одних, для получения эффекта достаточно поставить небольшую пирамиду на столе, по словам других, в пирамидах необходимо сидеть, третьих — лежать; кто-то утверждает, что в пирамиде необходимо медитировать.

## Научная оценка
Научных доказательств наличия свойств, заявляемых представителями паранауки, у таких пирамид не существует. Более того, некоторые (проверяемые) утверждения эзотериков о пирамидах опровергнуты.
Например, утверждение из статьи А. Голод «Пирамиды в пропорциях Золотого Сечения»: «Если смотреть на Пирамиду локатором в диапазоне волн 10 см, над ней виден ионный столб в несколько километров высотой» было опровергнуто, со слов академика РАН Э. Круглякова, бывшим первым заместителем министра обороны РФ (1992—1997 гг.) А. А. Кокошиным: «какой-либо информации о наблюдении средствами ПВО так называемого „ионного столба“ над пирамидой А. Голода … к нему не поступало».

## История
Помимо газетных статей, первая известная публикация (в ней говорится о биолокационных особенностях модели пирамиды Хеопса) — буклет с докладом А. Бови «Хороший метод биолокации, основанный на индукции тел» на международном конгрессе лозоходства в Ницце в 1935 г.
Сохранилась также статья того же автора «Волны Севера и Юга. Опыты с Биометром Бови» во французском журнале «Астрософия», 1935 г.
Следующее заметное печатное упоминание об особых свойствах пирамиды — патент № 91304, выданный в 1952 году жителю г. Прага Карелу Дрбалу Отделом патентов и изобретений Республики Чехословакия. (Принят к рассмотрению 4 ноября 1949 года, опубликован в августе 1959 года, действителен с 1 апреля 1952 года.) В патенте утверждается, что оставленное внутри пирамиды на сутки лезвие для бритвы самозатачивается.
Возможно именно потому, что патент действует с первого апреля, академик РАН Э. П. Кругляков однажды в интервью упомянул о первоапрельской шутке как источнике мифа об энергетических пирамидах. Интервью Э. П. Круглякова газете «АиФ Здоровье»: «Если не ошибаюсь, много лет назад один чешский инженер 1 апреля опубликовал статью про уникальные свойства пирамид». При проверке патента в открытых источниках, на его последней странице (там где в чешских патентах приводят схему изобретения на которое выдан патент) изображен знак такой же как на реверсе купюры один доллар США: в круге незаконченная пирамида, на вершине которой всевидящее око и надписи с верху и с низу — Annuit cœptis и Novus Ordo Seclorum (что интерпретируется как масонские знаки любителями теорий заговора) это наводит на мысль о том что либо сам автор изобретения увлекался конспирологией и маргинальными научными теориями, либо весь патент является фейком. Концепция того что лезвия могут затачиваться просто находясь в такой пирамидке, логически не имеет ни какого разумного объяснения, в самом патенте  этому дается некое квазинаучное объяснение, но даже поверхностного разбора этой информации достаточно чтобы понять что она противоречит законам физики.
Русскоязычные авторы часто ссылаются на книгу Пауля Ликенса «Тайны энергии пирамид». К сожалению, информация из этой книги тоже не имеет серьезных подтверждений: все ссылки ведут на сайты требующие денег за скачивание, тогда как авторы пересказов не приводят библиографические данные источника. По словам Ликенса он получил чудесные эффекты, а именно: куски мяса в пирамиде не портились, хлеб не черствел, семена прорастали быстрее и повышалась их урожайность, вода не замерзала даже ниже нуля, испорченные косметические средства восстанавливали свою исходную консистенцию, а сама пирамида, помещённая над бензобаком автомобиля, снижала расход топлива более чем в два раза и т. д.
Помимо книги Ликенса современные авторы книг и статей Нью-эйдж и эзотерики ссылаются на пересказы публикаций Бови.